# Pomponne (Seine-et-Marne)
Pour les articles homonymes, voir Pomponne.
Pomponne est une commune française située dans le département de Seine-et-Marne en région Île-de-France.

## Géographie

### Localisation
La commune est située à environ 1,4 kilomètre au nord-ouest  de Lagny, bordée au sud par la Marne et au nord par des forêts.
Elle est proche du parc à thèmes Disneyland Paris (environ 11 kilomètres).

### Communes limitrophes
|                                        | Villevaudé                | Carnetin           |
| Brou-sur-Chantereine, Vaires-sur-Marne | Pomponne                  | Thorigny-sur-Marne |
| Torcy                                  | Saint-Thibault-des-Vignes | Lagny-sur-Marne    |

### Géologie et relief
La commune est classée en zone de sismicité 1, correspondant à une sismicité très faible.
L'altitude varie de 37 mètres à 120 mètres pour le point le plus haut, le centre du bourg se situant à environ 46 mètres d'altitude (mairie).

### Hydrographie

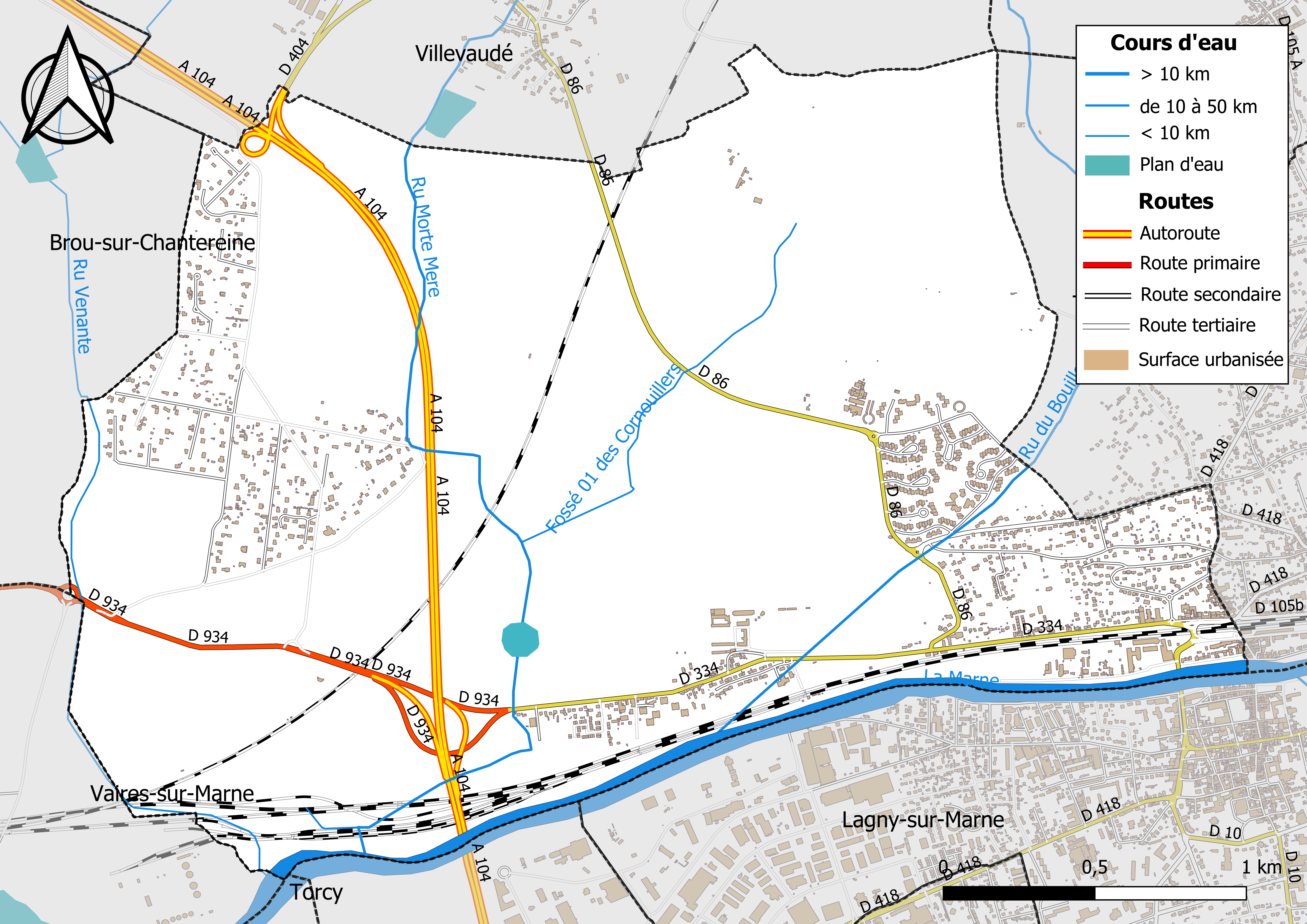
Carte des réseaux hydrographique et routier de Pomponne.

Le réseau hydrographique de la commune se compose de six cours d'eau référencés :
- la Marne, longue de 514,26 km[3], principal affluent de la Seine, qui borde Pomponne au sud ;
- le ru du Bouillon ou ru d'Armoin, long de 5,59 km[4], au sud-est ;
- le ru Venante, 5,64 km[5], au sud-ouest ;
- le ru Morte Mère, long de 5,40 km[6] ; 
  - bras du ru Morte Mère, long de 0,20 km[7] ;
- le fossé 01 des Cornouillers, 1,57 km[8].

La longueur totale des cours d'eau sur la commune est de 8,28 km.

### Climat
Pour des articles plus généraux, voir Climat de l'Île-de-France et Climat de Seine-et-Marne.
En 2010, le climat de la commune est de type climat océanique dégradé des plaines du Centre et du Nord, selon une étude du CNRS s'appuyant sur une série de données couvrant la période 1971-2000. En 2020, Météo-France publie une typologie des climats de la France métropolitaine dans laquelle la commune est exposée à un climat océanique altéré et est dans la région climatique Sud-ouest du bassin Parisien, caractérisée par une faible pluviométrie, notamment au printemps (120 à 150 mm) et un hiver froid (3,5 °C).
Pour la période 1971-2000, la température annuelle moyenne est de 11,5 °C, avec une amplitude thermique annuelle de 15,4 °C. Le cumul annuel moyen de précipitations est de 703 mm, avec 10,6 jours de précipitations en janvier et 7,8 jours en juillet. Pour la période 1991-2020, la température moyenne annuelle observée sur la station météorologique la plus proche, située sur la commune de Torcy à 5 km à vol d'oiseau, est de 12,1 °C et le cumul annuel moyen de précipitations est de 716,4 mm,. Pour l'avenir, les paramètres climatiques de la commune estimés pour 2050 selon différents scénarios d'émission de gaz à effet de serre sont consultables sur un site dédié publié par Météo-France en novembre 2022.
| Mois                                  | jan.            | fév.           | mars          | avril         | mai            | juin          | jui.           | août           | sep.          | oct.            | nov.            | déc.            | année      |
| ------------------------------------- | --------------- | -------------- | ------------- | ------------- | -------------- | ------------- | -------------- | -------------- | ------------- | --------------- | --------------- | --------------- | ---------- |
| Température minimale moyenne (°C)     | 2,2             | 2,3            | 4             | 6,1           | 9,6            | 12,7          | 14,6           | 14,2           | 11,2          | 8,8             | 5,1             | 2,9             | 7,8        |
| Température moyenne (°C)              | 4,8             | 5,6            | 8,3           | 11,2          | 14,6           | 18            | 20,1           | 19,8           | 16,3          | 12,8            | 8,1             | 5,5             | 12,1       |
| Température maximale moyenne (°C)     | 7,4             | 8,9            | 12,6          | 16,2          | 19,7           | 23,2          | 25,6           | 25,5           | 21,5          | 16,8            | 11,1            | 8               | 16,4       |
| Record de froid (°C) date du record   | −12,6 07.01.09  | −11,4 07.02.12 | −8,6 01.03.05 | −3,3 06.04.21 | 0,4 07.05.1997 | 2,8 04.06.01  | 6,6 13.07.1993 | 5,8 28.08.1998 | 2 30.09.18    | −3,4 30.10.1997 | −9,7 24.11.1998 | −9,6 29.12.1996 | −12,6 2009 |
| Record de chaleur (°C) date du record | 17,3 05.01.1999 | 20,9 27.02.19  | 26,2 31.03.21 | 28,8 20.04.18 | 31,6 27.05.05  | 36,6 27.06.11 | 42,1 25.07.19  | 39,7 11.08.03  | 35,7 08.09.23 | 28,7 02.10.11   | 21,9 07.11.15   | 17,8 07.12.00   | 42,1 2019  |
| Précipitations (mm)                   | 57,2            | 53,2           | 52,5          | 50            | 71,3           | 57,6          | 60,5           | 66,1           | 53,3          | 60,5            | 59,5            | 74,7            | 716,4      |

### Milieux naturels et biodiversité

#### Réseau Natura 2000

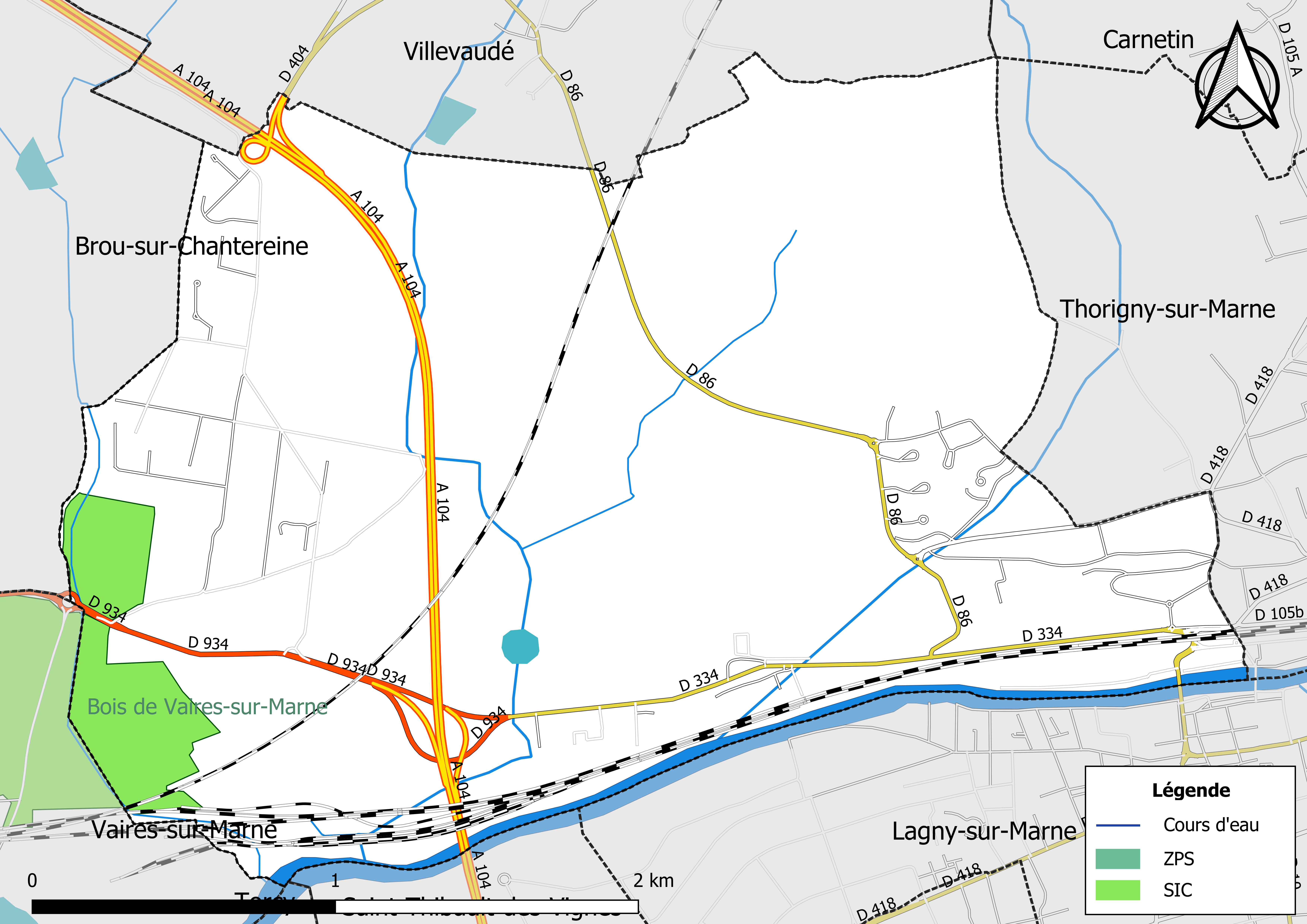
Sites Natura 2000 sur le territoire communal.

Le réseau Natura 2000 est un réseau écologique européen de sites naturels d’intérêt écologique élaboré à partir des Directives « Habitats » et « Oiseaux ». Ce réseau est constitué de Zones spéciales de conservation (ZSC) et de Zones de protection spéciale (ZPS). Dans les zones de ce réseau, les États Membres s'engagent à maintenir dans un état de conservation favorable les types d'habitats et d'espèces concernés, par le biais de mesures réglementaires, administratives ou contractuelles.
Un site Natura 2000 a été défini sur la commune au titre de la « directive Habitats », : 
- le « Bois de Vaires-sur-Marne », d'une superficie de 96,63 ha, situé en grande partie dans le secteur aval du bassin versant du ruisseau du Gué de l’Aulnay à proximité de sa confluence avec la Marne et constituant une importante zone humide localisée dans un contexte péri-urbain[18],[19].

#### Zones naturelles d'intérêt écologique, faunistique et floristique
L’inventaire des zones naturelles d'intérêt écologique, faunistique et floristique (ZNIEFF) a pour objectif de réaliser une couverture des zones les plus intéressantes sur le plan écologique, essentiellement dans la perspective d’améliorer la connaissance du patrimoine naturel national et de fournir aux différents décideurs un outil d’aide à la prise en compte de l’environnement dans l’aménagement du territoire.
Le territoire communal de Pomponne comprend trois ZNIEFF de type 1,, : 
- les « Bois de Brou, bois de Vaires et prairies associées » (396,83 ha), couvrant 5 communes du département[21] ;
- les « Bois de Luzancy et de Chaalis » (143,69 ha)[22],
- la « Marne à Vaires-sur-Marne » (89,54 ha), couvrant 8 communes dont 7 en Seine-et-Marne et 1 dans la Seine-Saint-Denis[23] ;

et deux ZNIEFF de type 2, : 
- la « vallée de la Marne de Coupvray à Pomponne » (3 619,57 ha), couvrant 17 communes du département[24] ;
- la « vallée de la Marne de Gournay-sur-Marne à Vaires-sur-Marne » (1 336,91 ha), couvrant 9 communes dont 8 en Seine-et-Marne et 1 dans la Seine-Saint-Denis[25].

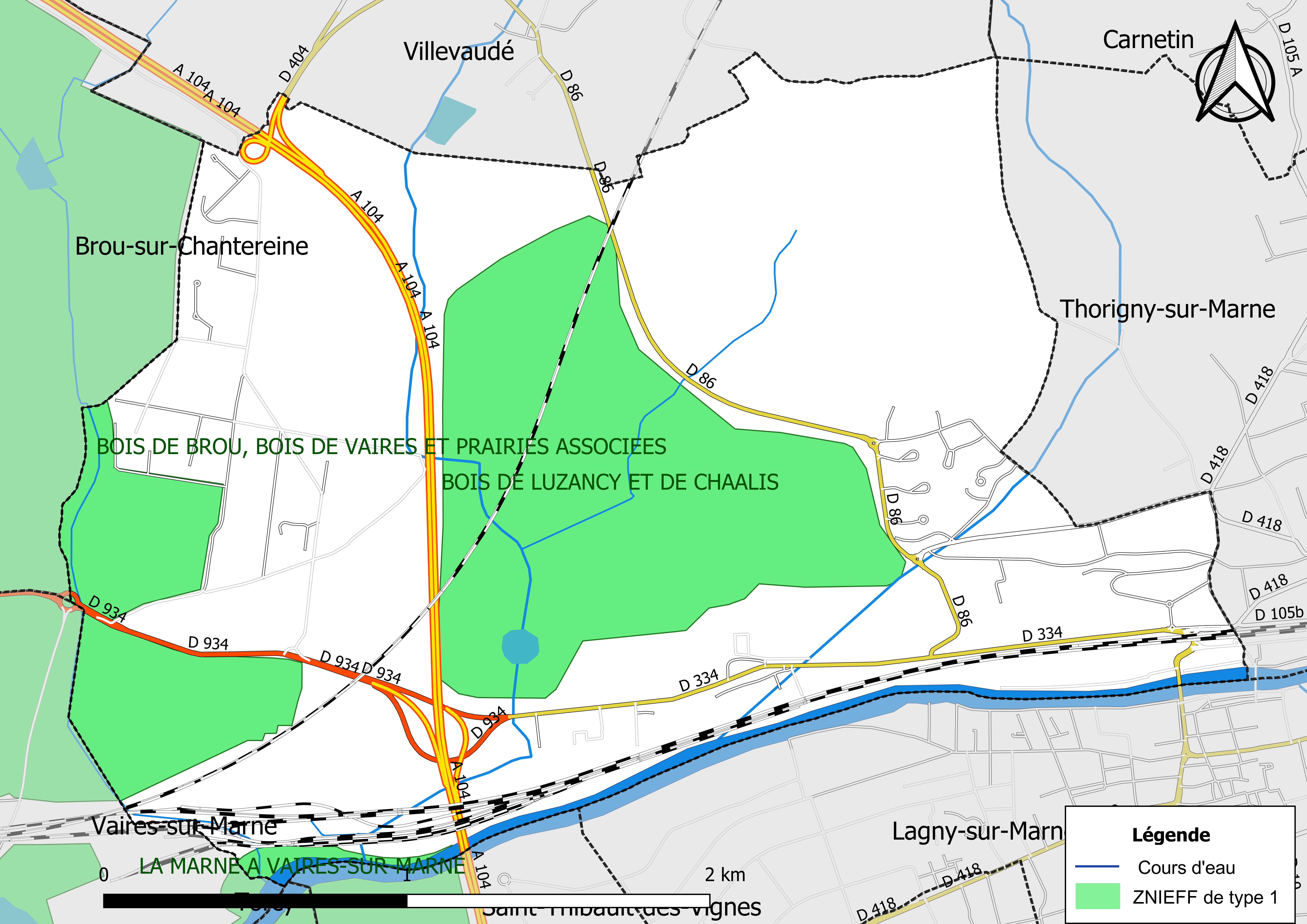
Carte des ZNIEFF de type 1 de la commune.
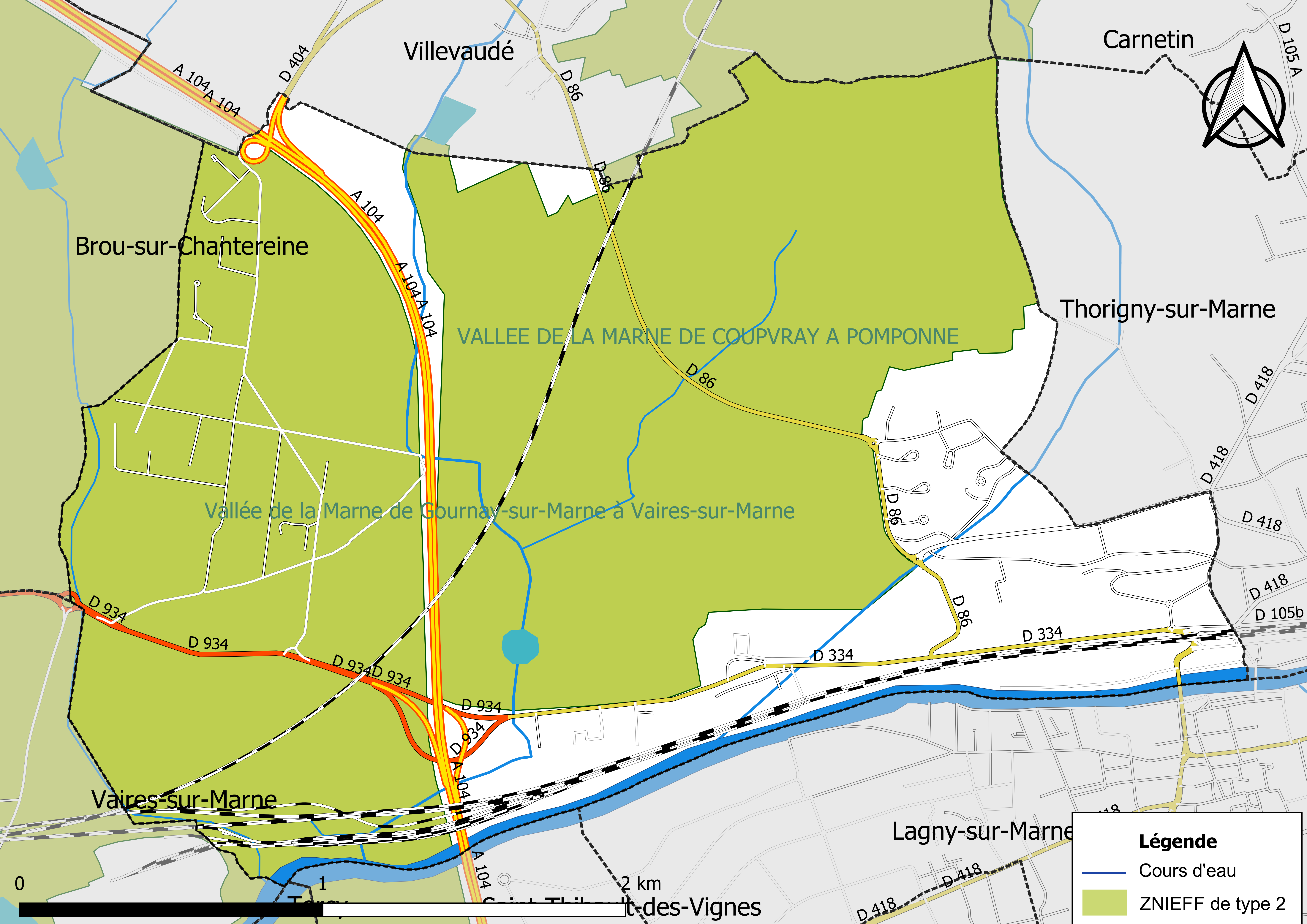
Carte des ZNIEFF de type 2 de la commune.

## Urbanisme

### Typologie
Au 1er janvier 2024, Pomponne est catégorisée ceinture urbaine, selon la nouvelle grille communale de densité à sept niveaux définie par l'Insee en 2022.
Elle appartient à l'unité urbaine de Paris, une agglomération inter-départementale regroupant 407  communes, dont elle est une commune de la banlieue,,. Par ailleurs la commune fait partie de l'aire d'attraction de Paris, dont elle est une commune de la couronne,. Cette aire regroupe 1 929 communes,.

### Occupation des sols
L'occupation des sols de la commune, telle qu'elle ressort de la base de données européenne d’occupation biophysique des sols Corine Land Cover (CLC), est marquée par l'importance des forêts et milieux semi-naturels (57 % en 2018), en diminution par rapport à 1990 (59,3 %). La répartition détaillée en 2018 est la suivante : 
forêts (57% ), zones urbanisées (25,6% ), prairies (6% ), zones agricoles hétérogènes (5,4% ), terres arables (3,7% ), zones industrielles ou commerciales et réseaux de communication (2,2 %).
Parallèlement, L'Institut Paris Région, agence d'urbanisme de la région Île-de-France, a mis en place un inventaire numérique de l'occupation du sol de l'Île-de-France, dénommé le MOS (Mode d'occupation du sol), actualisé régulièrement depuis sa première édition en 1982. Réalisé à partir de photos aériennes, le Mos distingue les espaces naturels, agricoles et forestiers mais aussi les espaces urbains (habitat, infrastructures, équipements, activités économiques, etc.) selon une classification pouvant aller jusqu'à 81 postes, différente de celle de Corine Land Cover,,. L'Institut met également à disposition des outils permettant de visualiser par photo aérienne l'évolution de l'occupation des sols de la commune entre 1949 et 2018.

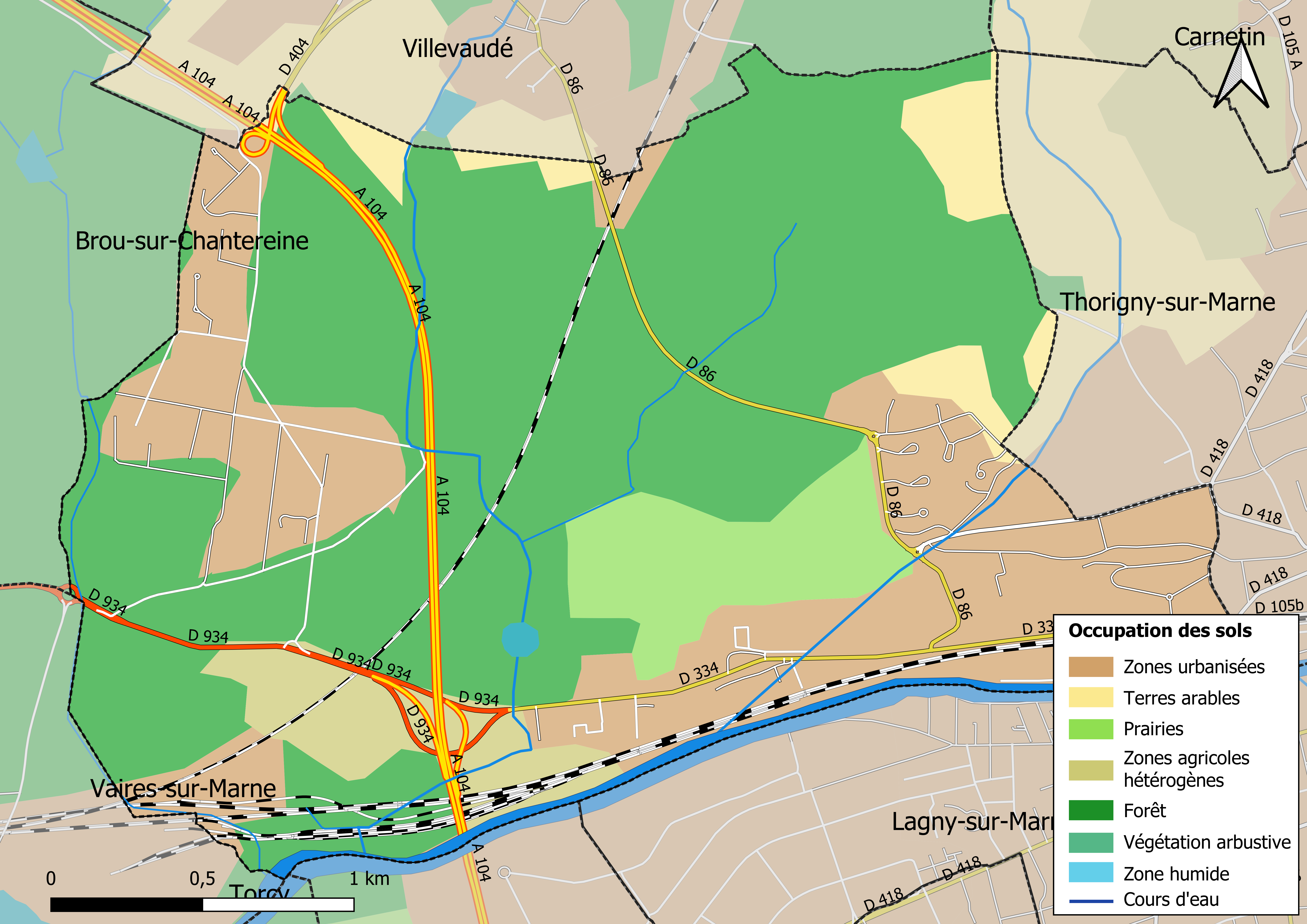
Carte des infrastructures et de l'occupation des sols en 2018 (CLC) de la commune.
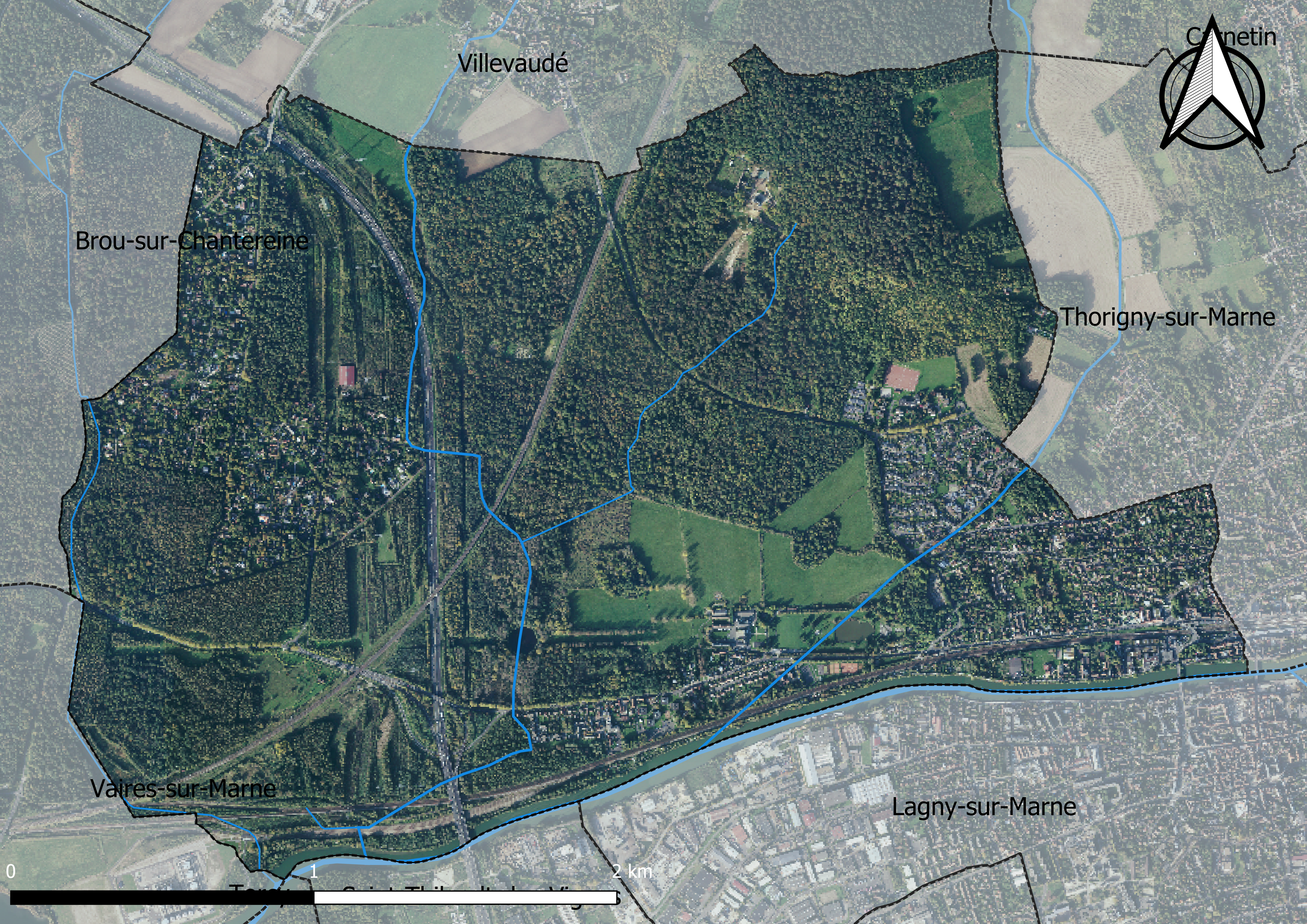
Carte orhophotogrammétrique de la commune.

### Planification
La loi SRU du 13 décembre 2000 a incité les communes à se regrouper au sein d’un établissement public, pour déterminer les partis d’aménagement de l’espace au sein d’un SCoT, un document d’orientation stratégique des politiques publiques à une grande échelle et à un horizon de 20 ans et s'imposant aux documents d'urbanisme locaux, les PLU (Plan local d'urbanisme). La commune est dans le territoire du SCOT Marne, Brosse et Condoire, approuvé en février 2013 et dont la révision a été lancée en 2017 par la Communauté d'Agglomération de Marne et Gondoire.
La commune, en 2019, avait engagé l'élaboration d'un plan local d'urbanisme.

### Lieux-dits et écarts
La commune compte 42 lieux-dits administratifs répertoriés consultables ici (source : le fichier Fantoir).

### Logement
En 2014, le nombre total de logements dans la commune était de 1 612 (dont 53,7 % de maisons et 46,2 % d’appartements).
Parmi ces logements, 93,4 % étaient des résidences principales, 1,4 % des résidences secondaires et 5,2 % des logements vacants.
La part des ménages propriétaires de leur résidence principale s’élevait à 57,8 % contre 40,9 % de locataires.
La part de logements HLM loués vides (logements sociaux) était de 24,4 %.

### Voies de communication et transports

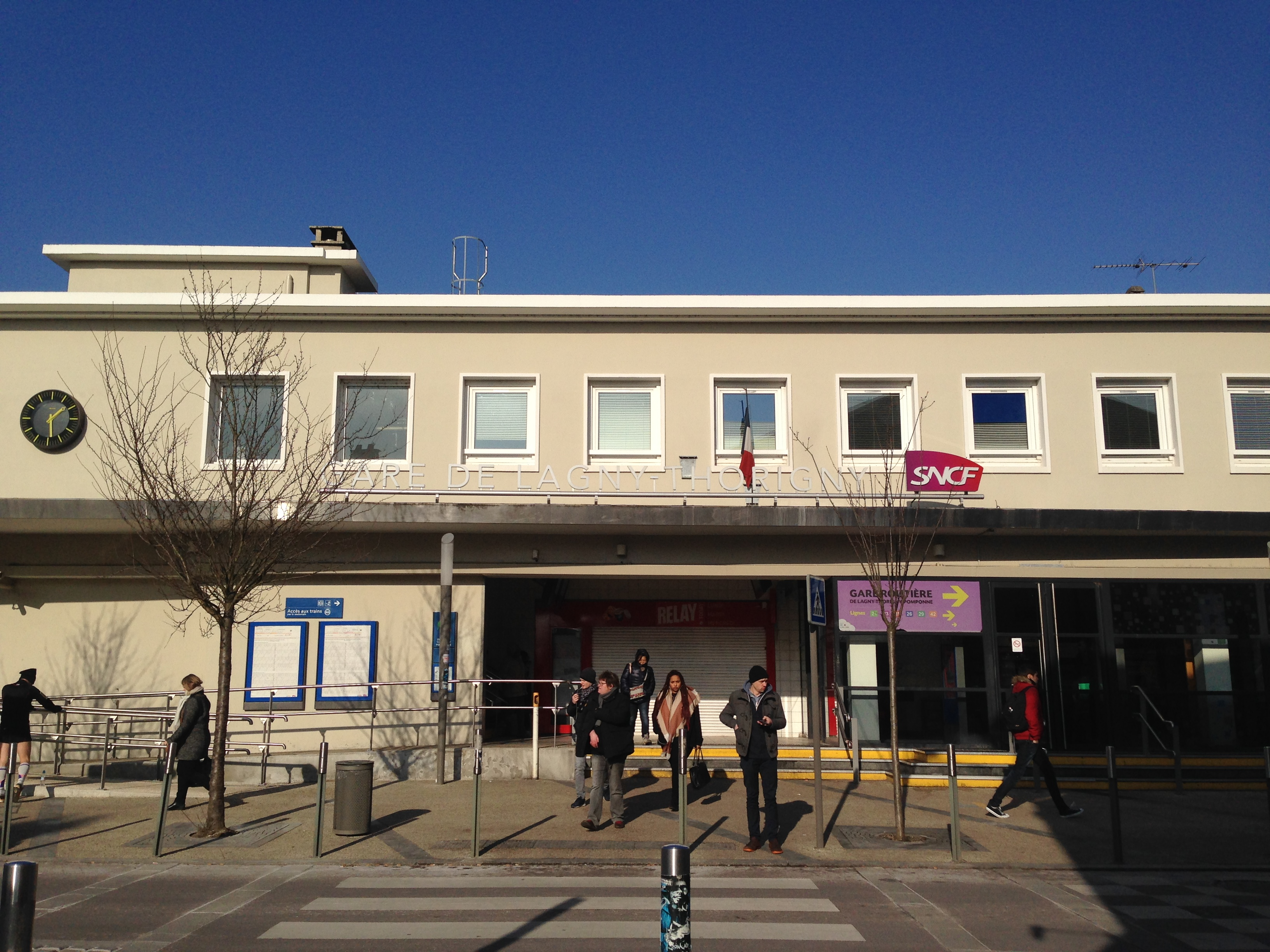
Le bâtiment voyageurs de la gare.

#### Voies ferroviaires
La gare de Lagny - Thorigny se situe en lisière de la limite communale, au sud-est. Desservie par la ligne P du Transilien, elle permet notamment de rallier les gares de Paris-Est et de Meaux.

#### Transports en commun
Pomponne est desservie directement sur son territoire par deux lignes :
- la ligne 5 (Hôpital de Montfermeil - Gare de Lagny-Thorigny) du réseau Apolo 7 ;
- la ligne 2252 (gare de Lagny - Thorigny - Pomponne Renaissance) du Réseau de bus de Marne-la-Vallée.
- Depuis avril 2024, la commune est desservie en soirée par le bus de Soirée Lagny-Thorigny, permettant de relier la gare de Lagny - Thorigny[38].

## Toponymie
Le nom de la localité est mentionné sous les formes H. de Ponpona en 1107 ; V. de Pompone vers 1107 ; Pomponia en 1154 ; Ponpona vers 1180 ; Ponponia en 1224.
Ce nom de lieu en pays de langue d'oïl n'a pas de lien autre que son homonymie avec le nom propre Pomponne qui est un sobriquet d'origine occitane, et dont l’étymologie vient de poumpidou : « le palier (de culture), la terrasse ».

## Histoire

### Moyen-Âge
Le premier seigneur de Pomponne connu était Philippe Ier de Nanteuil (1155-1227), à la tête de la seigneurie du château de Pomponne. Il a laissé la seigneurie de Pomponne en héritage à son fils Philippe II de Nanteuil († 1258), chevalier combattant (miles), qui fut également trouvère (à l'instar des premiers chevaliers du royaume de France).
Le pouillé parisien du XIIIe siècle indique que la cure relève de la présentation de l'abbé de Saint-Martin de Rurecourt (diocèse de Beauvais).

### XXesiècle

#### Accident ferroviaire
Le 23 décembre 1933 en soirée, un train express Paris-Strasbourg lancé à pleine vitesse percute l'arrière d’un train Paris-Nancy qui est à l'arrêt sur la voie ferrée entre Pomponne et Lagny-sur-Marne. La catastrophe fait plus de 200 morts et est, à ce jour, la seconde plus grande catastrophe ferroviaire en France après la catastrophe ferroviaire de Saint-Michel-de-Maurienne en 1917.
Ce train pour Nancy a respecté une signalisation d'arrêt. Il s'agit d'un train supplémentaire mis en place par la Compagnie des chemins de fer de l'Est, qui exploite alors le réseau pour l'Est de la France, pour faire face à l'afflux de voyageurs pour les fêtes de fin d'année. Or souvent pour ces trains supplémentaires, il est encore à l’époque régulièrement utilisé d'anciennes voitures de voyageurs dont la caisse est entièrement en bois, avec seulement le châssis en acier. La puissante locomotive de type 241 Mountain du Paris-Strasbourg vient percuter, de nuit, la dernière voiture, la chevauchant et détruisant ainsi sa caisse en bois et celles des quatre voitures suivantes. La projection d'éclats de bois participe également au lourd bilan. L'enquête montrera que le mécanicien du Paris-Strasbourg n'a pas respecté une signalisation d'arrêt et que le « crocodile » entre les rails chargé de freiner et d'avertir le train a été sans doute bloqué par le gel.
À la gare de l'Est à Paris d'où étaient partis les deux trains, une chapelle ardente est dressée, le président de la République, Albert Lebrun, vient se recueillir sur les 200 cercueils.
À la suite de cet accident, les voitures à caisse en bois sont retirées progressivement du service : elles sont interdites sitôt que la vitesse du convoi est susceptible de dépasser 60 km/h et limitées aux convois desservant la banlieue. De même, la SNCF, nouvellement créée, s'efforce, dès sa création, de remplacer ces voitures par de nouvelles, de conception plus récente. Mais les dernières ne disparaitront qu'au tout début des années 1960.

## Politique et administration

### Tendances politiques et résultats

#### Élections nationales
- Élection présidentielle de 2017[45]: 47,13 % pour Emmanuel Macron (REM), 19,06 % pour Marine Le Pen (FN), 75,36 % de participation.

### Liste des maires
| Période       | Période                    | Identité                                        | Étiquette | Qualité                                                                               |
| ------------- | -------------------------- | ----------------------------------------------- | --------- | ------------------------------------------------------------------------------------- |
| 1790          | 1791                       | Michel Benoist                                  |           |                                                                                       |
| 1791          | 1792                       | Pierre-Simon Noël                               |           |                                                                                       |
| 1792          | 1793                       | Gatien Choisnard                                |           |                                                                                       |
| 1793          | 1795                       | Martin Pellerin                                 |           |                                                                                       |
| 1795          | 1800                       | Étienne Esnault                                 |           |                                                                                       |
| 1800          | 1808                       | Michel Benoist                                  |           |                                                                                       |
| 1808          | 1824                       | Jean-Baptiste Martin Le Prieur                  |           |                                                                                       |
| 1824          |                            | Alexis Fouffe                                   |           |                                                                                       |
| 1870          | 1871                       | Henri Decoeur                                   |           |                                                                                       |
| 1871          | 1878                       | Édouard Dreux                                   |           | Propriétaire du château de Pomponne                                                   |
| 1878          | 1888                       | Louis Goret                                     |           |                                                                                       |
| 1888          | 1892                       | Édouard Lequin                                  |           |                                                                                       |
| 1892          | mai 1900 (décès)           | Louis Gaudineau, (1827-1900)                    |           | Directeur de la maison Thauvin & Cie, administrateur de l'hospice de Lagny            |
| 1900          | 1905                       | Albert Dumez (1847-1905) Gendre d'Édouard Dreux |           | Rentier et propriétaire du château de Pomponne                                        |
| 1905          | 1913                       | Édouard Lequin                                  |           |                                                                                       |
| 1913          | 1917                       | Celestin Grange                                 |           |                                                                                       |
| 1917          | 1919                       | Léon Derlon                                     |           |                                                                                       |
| 1919          | 1929                       | Clovis Richard                                  |           |                                                                                       |
| 1929          | 1938                       | Louis Vidal                                     |           |                                                                                       |
| 1938          | 1944                       | André Bacot                                     |           |                                                                                       |
| 1944          | mars 1959                  | René Gilzinger                                  |           |                                                                                       |
| mars 1959     | 1970                       | Robert Saurin                                   |           |                                                                                       |
| 1970          | 1979                       | Roger Marie                                     |           |                                                                                       |
| 1979          | juin 1995                  | Marcel Lambert                                  |           |                                                                                       |
| juin 1995     | octobre 2001 (démission)   | Jean-Paul Courrier                              | DVD       | Ancien agent SNCF                                                                     |
| octobre 2001  | décembre 2001              | Henri Barbero                                   |           | Maire par intérim                                                                     |
| décembre 2001 | mars 2008                  | Alain Wery                                      | DVD       | Technicien responsable des travaux à Gagny, ancien adjoint                            |
| mars 2008     | novembre 2010 (décès)      | Marie-Christine Guillaume                       | SE        |                                                                                       |
| décembre 2010 | juillet 2020               | Roland Harlé                                    | DVD       | Chef de projet retraité 4e vice-président de la CA de Marne et Gondoire (2015 → 2020) |
| juillet 2020  | En cours (au 30 juin 2021) | Arnaud Brunet                                   | DVC       | Architecte DPLG 12e vice-président de la CA de Marne et Gondoire (2020 → )            |

## Équipements et services

### Eau et assainissement
L’organisation de la distribution de l’eau potable, de la collecte et du traitement des eaux usées et pluviales relève des communes. La loi NOTRe de 2015 a accru le rôle des EPCI à fiscalité propre en leur transférant cette compétence. Ce transfert devait en principe être effectif au 1er janvier 2020, mais la loi Ferrand-Fesneau du 3 août 2018 a introduit la possibilité d’un report de ce transfert au 1er janvier 2026,.

#### Assainissement des eaux usées
En 2020, la gestion du service d'assainissement collectif de la commune de Pomponne est assurée par le SIA de Marne-la-Vallée (SIAM) pour le transport. Ce service est géré en délégation par une entreprise privée, dont le contrat arrive à échéance le 31 décembre 2025,,.
La station d'épuration Equalia est quant à elle gérée par le SIA de Marne-la-Vallée (SIAM) qui a délégué la gestion à une entreprise privée, VEOLIA, dont le contrat arrive à échéance le 31 décembre 2020,.
L’assainissement non collectif (ANC) désigne les installations individuelles de traitement des eaux domestiques qui ne sont pas desservies par un réseau public de collecte des eaux usées et qui doivent en conséquence traiter elles-mêmes leurs eaux usées avant de les rejeter dans le milieu naturel. La communauté d'agglomération Marne et Gondoire (CAMG) assure pour le compte de la commune le service public d'assainissement non collectif (SPANC), qui a pour mission de vérifier la bonne exécution des travaux de réalisation et de réhabilitation, ainsi que le bon fonctionnement et l’entretien des installations. Cette prestation est déléguée à la Société Française de Distribution d’Eau (SFDE), dont le contrat arrive à échéance le 31 décembre 2025,.

#### Eau potable
En 2020, l'alimentation en eau potable est assurée par le SMAEP de la région de Lagny-sur-Marne qui en a délégué la gestion à l'entreprise Veolia, dont le contrat expire le 1er janvier 2026,,.

## Population et société

### Démographie
L'évolution du nombre d'habitants est connue à travers les recensements de la population effectués dans la commune depuis 1793. Pour les communes de moins de 10 000 habitants, une enquête de recensement portant sur toute la population est réalisée tous les cinq ans, les populations de référence des années intermédiaires étant quant à elles estimées par interpolation ou extrapolation. Pour la commune, le premier recensement exhaustif entrant dans le cadre du nouveau dispositif a été réalisé en 2004.

En 2022, la commune comptait 4 149 habitants, en évolution de +4,8 % par rapport à 2016 (Seine-et-Marne : +3,92 %, France hors Mayotte : +2,11 %).
| 1793 | 1800 | 1806 | 1821 | 1831 | 1836 | 1841 | 1846 | 1851 |
| ---- | ---- | ---- | ---- | ---- | ---- | ---- | ---- | ---- |
| 271  | 330  | 295  | 276  | 313  | 328  | 320  | 305  | 345  |

| 1856 | 1861 | 1866 | 1872 | 1876 | 1881 | 1886 | 1891 | 1896 |
| ---- | ---- | ---- | ---- | ---- | ---- | ---- | ---- | ---- |
| 356  | 396  | 376  | 431  | 481  | 497  | 483  | 514  | 525  |

| 1901 | 1906 | 1911 | 1921 | 1926 | 1931 | 1936 | 1946 | 1954  |
| ---- | ---- | ---- | ---- | ---- | ---- | ---- | ---- | ----- |
| 594  | 661  | 660  | 715  | 854  | 919  | 852  | 935  | 1 233 |

| 1962  | 1968  | 1975  | 1982  | 1990  | 1999  | 2004  | 2006  | 2009  |
| ----- | ----- | ----- | ----- | ----- | ----- | ----- | ----- | ----- |
| 1 181 | 1 304 | 1 397 | 2 826 | 3 044 | 3 256 | 3 307 | 3 309 | 3 331 |

| 2014  | 2019  | 2022  | - | - | - | - | - | - |
| ----- | ----- | ----- | - | - | - | - | - | - |
| 3 701 | 4 183 | 4 149 | - | - | - | - | - | - |

### Enseignement
Pomponne dispose d’une école primaire publique ( Les Cornouillers), comprenant une école maternelle et élémentaire, située 1 rue de l'École
77400 Pomponne.
Cet établissement public, inscrit respectivement sous les codes UAI (Unité administrative immatriculée ) 0771686P et  0770455B, comprend 106 élèves en maternelle et 181 en élémentaire (chiffre du Ministère de l'Éducation nationale).
Il dispose d’un restaurant scolaire.
La commune dépend de l'Académie de Créteil ; pour le calendrier des vacances scolaires, Pomponne est en zone C.

## Économie
- Commerces, artisanat, exploitations agricoles.

### Revenus de la population et fiscalité
Le nombre de ménages fiscaux en 2013 était de 1 492 (dont 76,5 %  sont imposés) représentant 3 716 personnes et la  médiane du revenu disponible par unité de consommation  de 24 737 €.

### Emploi
En 2014, le nombre total d’emploi dans la zone était de 527, occupant 1 742 actifs résidants (salariés et non-salariés) .
Le taux d’activité de la population âgée de 15 à 64 ans s'élevait à  77,1 % contre un taux de chômage (au sens du recensement) de 10,3 %. Les inactifs se répartissent de la façon suivante : étudiants et stagiaires non rémunérés 8,5 %, retraités ou préretraités 7,4 %, autres inactifs 7 %.

### Entreprises et commerces
En 2015, le nombre d’établissements actifs était de 236 dont 2 dans l’agriculture-sylviculture-pêche, 4 dans l'industrie, 25 dans la construction, 170 dans le commerce-transports-services divers et 35 étaient relatifs au secteur administratif.
Cette même année, 23 entreprises ont été créées, dont 18 par des auto-entrepreneurs.

### Agriculture
Pomponne est dans la petite région agricole dénommée les « Vallées de la Marne et du Morin », couvrant les vallées des deux rivières, en limite de la Brie. En 2010, l'orientation technico-économique de l'agriculture sur la commune est diverses cultures (hors céréales et oléoprotéagineux, fleurs et fruits).
Si la productivité agricole de la Seine-et-Marne se situe dans le peloton de tête des départements français, le département enregistre un double phénomène de disparition des terres cultivables (près de 2 000 ha par an dans les années 1980, moins dans les années 2000) et de réduction d'environ 30 % du nombre d'agriculteurs dans les années 2010. Cette tendance n'est pas confirmée au niveau de la commune qui voit le nombre d'exploitations rester constant entre 1988 et 2010. Parallèlement, la taille de ces exploitations diminue, passant de 46 ha en 1988 à 30 ha en 2010.
Le tableau ci-dessous présente les principales caractéristiques des exploitations agricoles de Pomponne, observées sur une période de 22 ans : 
|                                      | 1988 | 2000 | 2010 |
| ------------------------------------ | ---- | ---- | ---- |
| Dimension économique,                |      |      |      |
| Nombre d’exploitations (u)           | 1    | 1    | 1    |
| Travail (UTA)                        | 3    | 1    | 0    |
| Surface agricole utilisée (ha)       | 46   | 40   | 30   |
| Cultures                             |      |      |      |
| Terres labourables (ha)              | 0    | 0    | 0    |
| Céréales (ha)                        | 0    |      |      |
| dont blé tendre (ha)                 | 0    |      |      |
| dont maïs-grain et maïs-semence (ha) | 0    |      |      |
| Tournesol (ha)                       | 0    |      |      |
| Colza et navette (ha)                | 0    |      |      |
| Élevage                              |      |      |      |
| Cheptel (UGBTA)                      | 77   | 22   | 0    |

## Culture locale et patrimoine

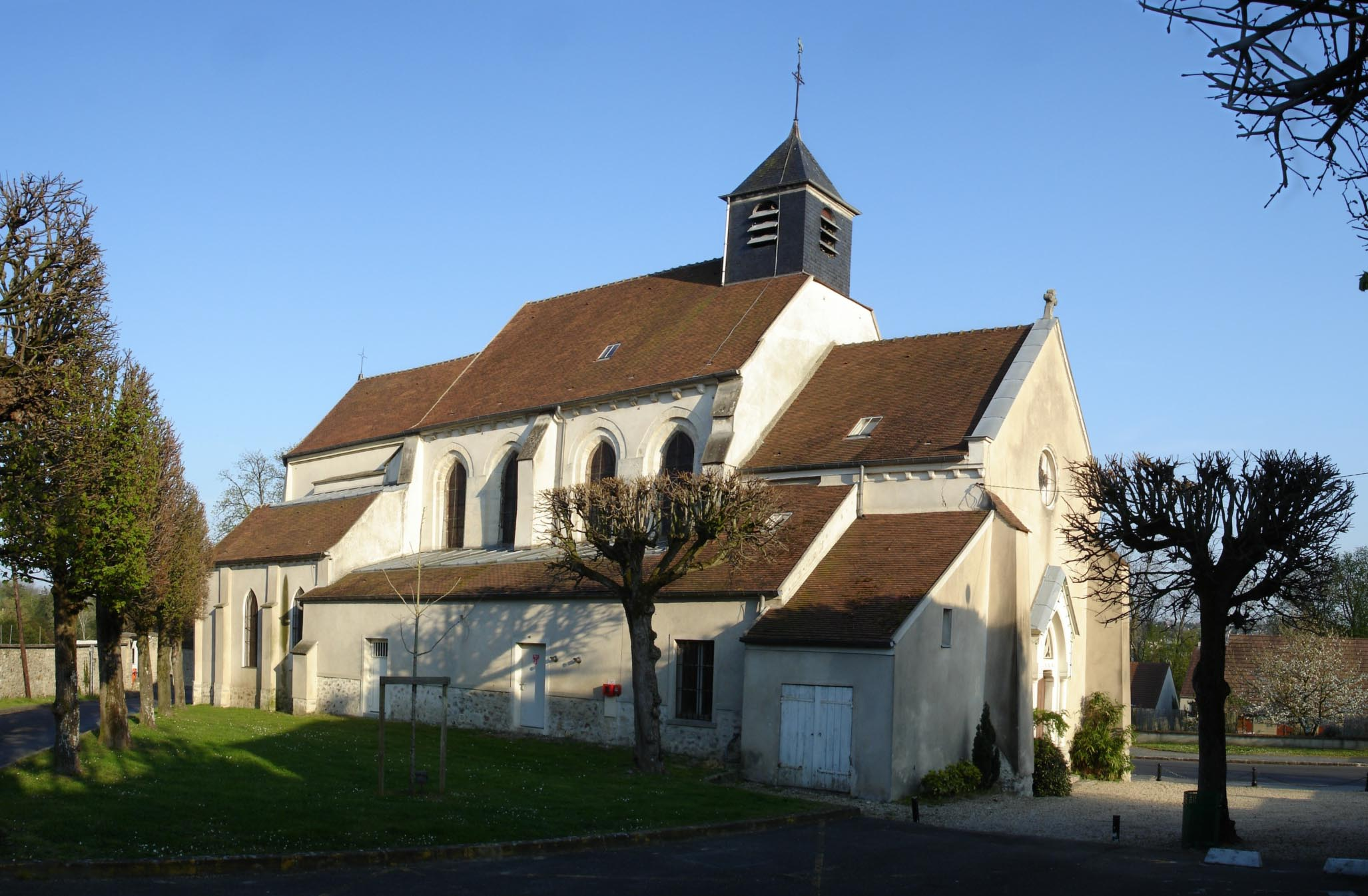
L'église Saint-Pierre-Saint-Paul.

### Patrimoine religieux
L'église Saint-Pierre-Saint-Paul de Pomponne a été bâtie à la fin du XIIe siècle. Son architecture a été sensiblement modifiée, notamment lors de l'ajout de contrefort, mais elle conserve une remarquable nef d'origine. Elle abrite le cœur de Simon Arnauld de Pomponne.

### Lieux et monuments

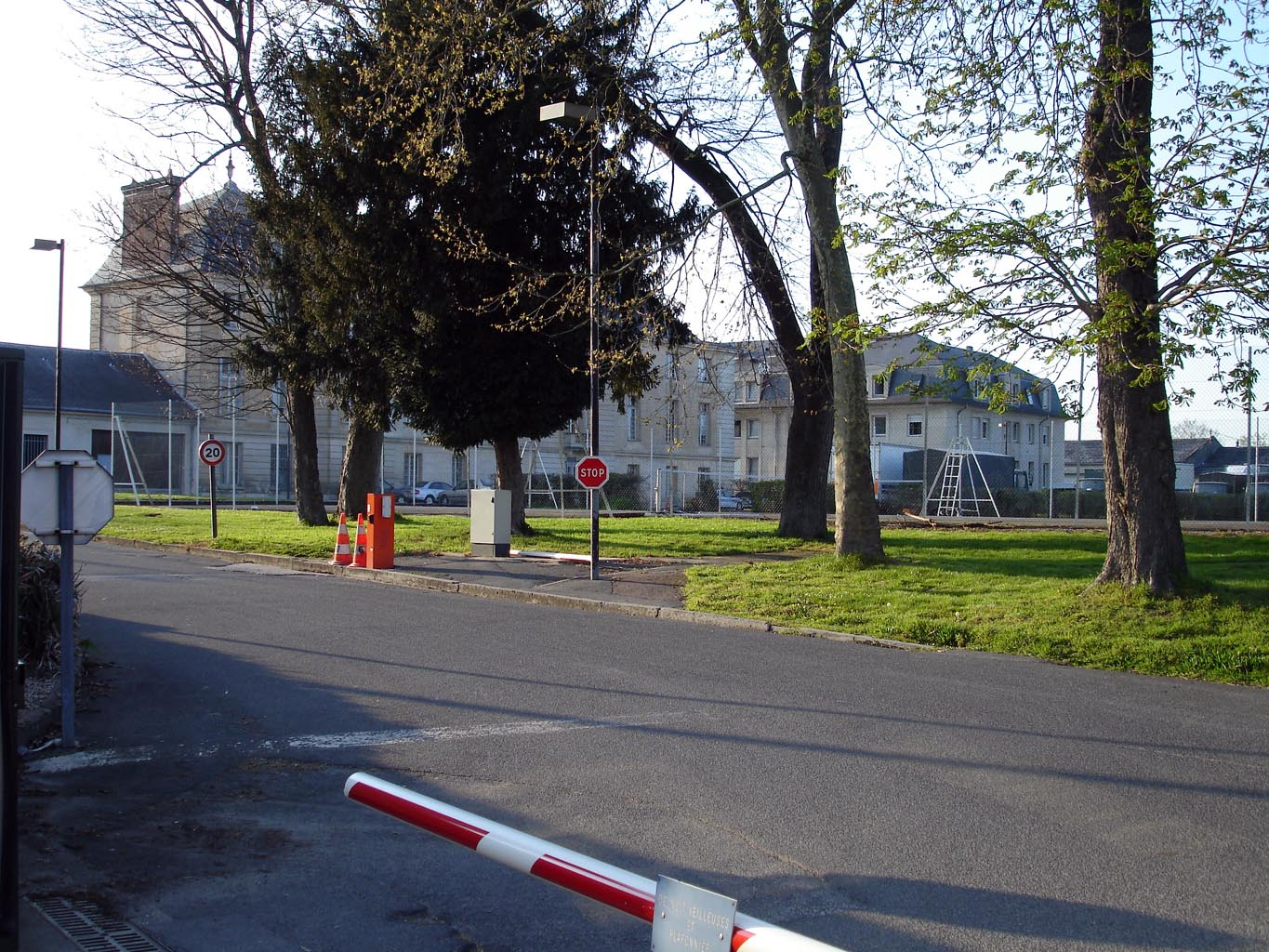
Le château.

- Le château de Pomponne a été largement reconstruit par Simon Arnauld de Pomponne et son père sur des plans de Mansart et Hardouin-Mansart. Il a été très retouché au XVIIIe et surtout au XIXe siècle et abrite désormais deux compagnies de CRS (CRS Maintien de l'ordre no 4 et CRS Autoroutière Est-Île-de-France).
- Château de Chaâlis ;
- Ferme de la Renaissance (à l'abandon)

### Personnalités liées à la commune
- Simon Arnauld, seigneur puis marquis de Pomponne, ambassadeur puis secrétaire d'État de Louis XIV. Il a reçu la seigneurie de sa mère Catherine Lefèvre de La Boderie qui la tenait elle-même de son demi-frère, Nicolas de Haqueville.
- Isaac Lemaistre de Sacy, traducteur de la Bible en français, mourut le 4 janvier 1684 au château de Pomponne, où l'avait accueilli son cousin Simon Arnauld de Pomponne.

### Héraldique logotype et devise
| Blason de Pomponne | Blason  | D'azur au chevron d'or, accompagné en chef de deux palmes adossées, posées en chevron et en pointe d'un rocher mouvant de la pointe, le tout d'or. Ornements extérieursTimbré d'une couronne murale |
| Blason de Pomponne | Détails | Le blason est dérivé de celui de la famille Arnauld de Pomponne, seigneurs puis marquis de Pomponne au XVIIe siècle. Blason officiel de Pomponne.                                                   |